# Clava
Clava is een geslacht van neteldieren uit de familie van de Hydractiniidae.
Het geslacht Clava was aanvankelijk ondergebracht bij de familie Clavidae maar is thans, op voorstel van Schuchert (2001), ingedeeld in de familie Hydractiniidae. Aanvankelijk werden in het Noord-Atlantisch gebied twee soorten onderscheiden, namelijk C. multicornis met verspreide poliepen met een blauwachtige of roze kleur, en C. squamata met dicht bijeenstaande poliepen ontspringend uit een dicht vlechtwerk van stolonen en met geelrode tot baksteenrode poliepen. Deze worden nu als standplaatsmodificaties beschouwd en tot één soort gerekend (Edwards & Harvey 1975).

## Soort
- Clava multicornis (Forsskål, 1775) = Knotspoliep

Niet geaccepteerde soorten:
- Clava amphorata Bosc, 1797 → Zanclea alba (Meyen, 1834)
- Clava capitata Thompson, 1844 → Hydractinia echinata (Fleming, 1828)
- Clava cornea Wright, 1857 → Clava multicornis (Forsskål, 1775)
- Clava diffusa Allman, 1863 → Clava multicornis (Forsskål, 1775)
- Clava krempfi Billard, 1919 → Pteroclava krempfi (Billard, 1919)
- Clava leptostyla L. Agassiz, 1862 → Clava multicornis (Forsskål, 1775)
- Clava nodosa Wright, 1863 → Clava multicornis (Forsskål, 1775)
- Clava parasitica Gmelin, 1788 → Clava multicornis (Forsskål, 1775)
- Clava squamata (Müller, 1776) → Clava multicornis (Forsskål, 1775)